# Fodé Doucouré
Fodé Doucouré (* 3. Februar 2001 in Bamako) ist ein malischer Fußballspieler.

## Karriere

### Verein
Aus der JMG Academy Bamako kommend, wechselte Doucouré zur Saison 2019/20 nach Frankreich in die zweite Mannschaft von Stade Reims. Ab Oktober 2020 kam er erstmals für die erste Mannschaft in der Ligue 1 zum Einsatz. Im Winter der Saison 2021/22 wurde er an Red Star Paris verliehen. Dort wechselte er im folgenden Sommer fest hin.

### Nationalmannschaft
Im Sommer 2023 nahm er mit der malischen U23 am Afrika-Cup 2023 teil. Dort kam er in allen fünf Partien seiner Mannschaft zum Einsatz und erreichte mit dieser den dritten Platz, womit sie sich für das Turnier der Olympischen Spiele 2024 in Paris qualifizierte.